# 가막베도라치
가막베도라치(학명: Enneapterygius etheostomus)는 먹도라치과에 속하는 해수어의 일종이다. 주둥이가 뾰족하고 몸은 대체적으로 검으며, 꼬리 부분을 가로지르는 흰 가로 줄무늬가 있다. 몸길이는 6cm 안팎이다.